# Pniewo (powiat złotowski)
Pniewo (niem. Pinnow, Kreis Neustettin) – wieś w Polsce położona w województwie wielkopolskim, w powiecie złotowskim, w gminie Okonek.
W latach 1975–1998 miejscowość należała administracyjnie do województwa pilskiego. Położona nad niewielkim jeziorem Kacko. We wsi mieści się szkoła podstawowa i parafia rzymskokatolicka pw. św. Jana Chrzciciela z zabytkowym kościołem pod tym samym wezwaniem (mur pruski).